# Robin Llwyd ab Owain
Robin Llwyd ab Owain (* 14. června 1958) je britský básník a spisovatel velšského původu, píšící anglicky. Je synem básníka a prozaika Owaina Owaina.
Bydlí ve waleském městě Rhuthun na předměstí Llangolledig Gyfeiliorn.